# Călui
Călui es una comuna ubicada en el distrito de Olt, Rumania.

## Superficie
Posee una superficie de 26,30 kilómetros cuadrados.

## Demografía
Hasta 2021 la población era de 1276 habitantes, con una densidad de población de 48,52 habitantes por kilómetro cuadrado.